# جورج إيرفين
جورج إيرفين (بالإنجليزية: George Irvine)‏ مواليد 1 فبراير 1948 في سياتل، هو لاعب كرة سلة أمريكي سابق أصبح مدرباً. بدأ مسيرته الاحترافية في سنة 1970. تم اختياره من قبل فريق سياتل سوبرسونيكس خلال الدرافت. يبلغ طوله 6 قدم 6 بوصة (2.0 م). اعتزل اللعب في 1976.

## إحصائيات المسيرة
| الفريق          | السنة     | G   | W   | L   | W–L% | النهاية | PG | PW | PL | PW–L% | النتيجة                  |
| --------------- | --------- | --- | --- | --- | ---- | ------- | -- | -- | -- | ----- | ------------------------ |
| إنديانا بايسرز  | 1984–85   | 82  | 22  | 60  | .268 | 4       | —  | —  | —  | —     | غاب عن الأدوار الإقصائية |
| إنديانا بايسرز  | 1985–86   | 82  | 26  | 56  | .317 | 6       | —  | —  | —  | —     | غاب عن الأدوار الإقصائية |
| إنديانا بايسرز  | 1988–89   | 20  | 6   | 14  | .300 | —       | —  | —  | —  | —     | —                        |
| ديترويت بيستونز | 1999–2000 | 24  | 14  | 10  | .583 | 4       | 3  | 0  | 3  | .000  | خسر في الجولة الأولى     |
| ديترويت بيستونز | 2000–01   | 82  | 32  | 50  | .390 | 5       | —  | —  | —  | —     | غاب عن الأدوار الإقصائية |
| المسيرة         |           | 290 | 100 | 190 | .345 |         | 3  | 0  | 3  | .000  |                          |

## روابط خارجية
- جورج إيرفين على موقع سبورتس رفرنس (الإنجليزية)
- جورج إيرفين على موقع كلية كرة السلة في سبورتس رفرنس.كوم (الإنجليزية)
- جورج إيرفين على موقع ريلجم (الإنجليزية)
- جورج إيرفين على موقع بروبوليرز (الإنجليزية)
- جورج إيرفين على موقع سبورتس رفرنس (الإنجليزية)